# Носеда-дель-Б'єрсо
Носеда-дель-Б'єрсо (ісп. Noceda del Bierzo) — муніципалітет в Іспанії, у складі автономної спільноти Кастилія-і-Леон, у провінції Леон. Населення — 774 особи (2010).
Муніципалітет розташований на відстані близько 340 км на північний захід від Мадрида, 70 км на захід від Леона.
На території муніципалітету розташовані такі населені пункти: (дані про населення за 2010 рік)
- Кабанільяс-де-Сан-Хусто: 42 особи
- Носеда: 564 особи
- Робледо-де-лас-Трав'єсас: 106 осіб
- Сан-Хусто-де-Кабанільяс: 62 особи

## Демографія
Динаміка населення (INE ):